# Pearland
Pearland város az USA Texas államában, Brazoria, Fort Bend és Harris megyében. Lakosainak száma 125 828 fő (2020. április 1.).

## Népesség
A település népességének változása:

| 2010 | 91 252  |
| 2020 | 125 828 |